# Église Sainte-Catherine de Bethléem
Pour les articles homonymes, voir Église Sainte-Catherine.
L'église Sainte-Catherine de Bethléem (latin : Ecclesia Sanctae Catharinae ; arabe : كنيسة القديسة كترينا), ou chapelle Sainte-Catherine de Bethléem, est une église catholique qui jouxte le côté nord de la basilique de la Nativité à Bethléem, en Cisjordanie. Elle sert d'église paroissiale et de monastère franciscain. Elle est inscrite au patrimoine mondial de l'UNESCO comme élément du site du lieu de naissance de Jésus, avec notamment la basilique de la Nativité et la route de pèlerinage en Terre sainte.
Sous l'édifice se trouve un complexe de grottes abritant des chapelles, rendues accessibles par un escalier. L'une d'elles est communément reconnue pour être celle dans laquelle, en 384, Jérôme de Stridon traduisit la Bible en latin.
L'église est rattachée au patriarcat latin de Jérusalem et suit donc le rite romain. Au réveillon de Noël, le patriarche latin célèbre la messe de minuit en l'église Sainte-Catherine.
Une chapelle, construite dans un style gothique moderne, est dédiée en 1347 à sainte Catherine d'Alexandrie. L'église est construite par les Franciscains en 1882 sur les ruines d'une église et d'un monastère des Augustins datant des Croisades. Elle est agrandie et modernisée à plusieurs reprises en fonction de l'évolution liturgique qui a suivi le concile Vatican II et pour asseoir la présence des Franciscains à l'extérieur de la basilique depuis qu'ils en ont perdu le contrôle à l'intérieur.
La chapelle des croisés est accessible depuis la porte dans l'angle sud-ouest du cloître.
L'église Sainte-Catherine est gérée par la Custodie franciscaine de Terre Sainte.

## Images

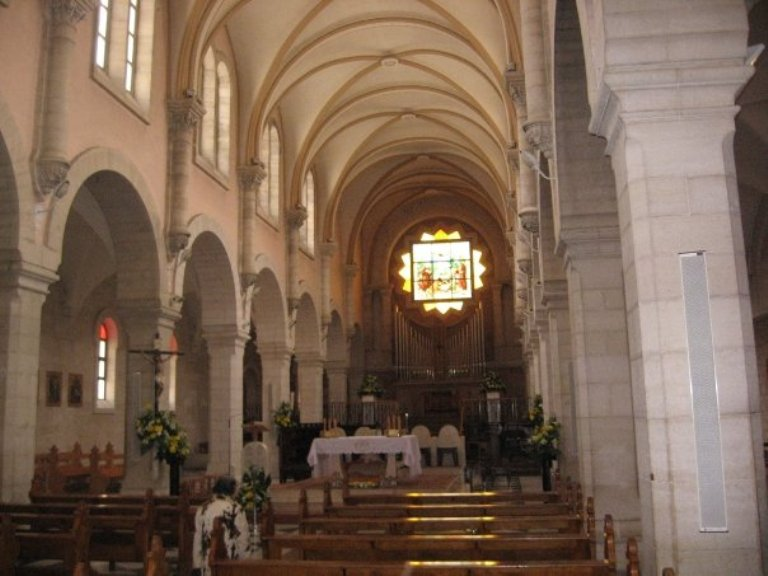
L'intérieur de l'église
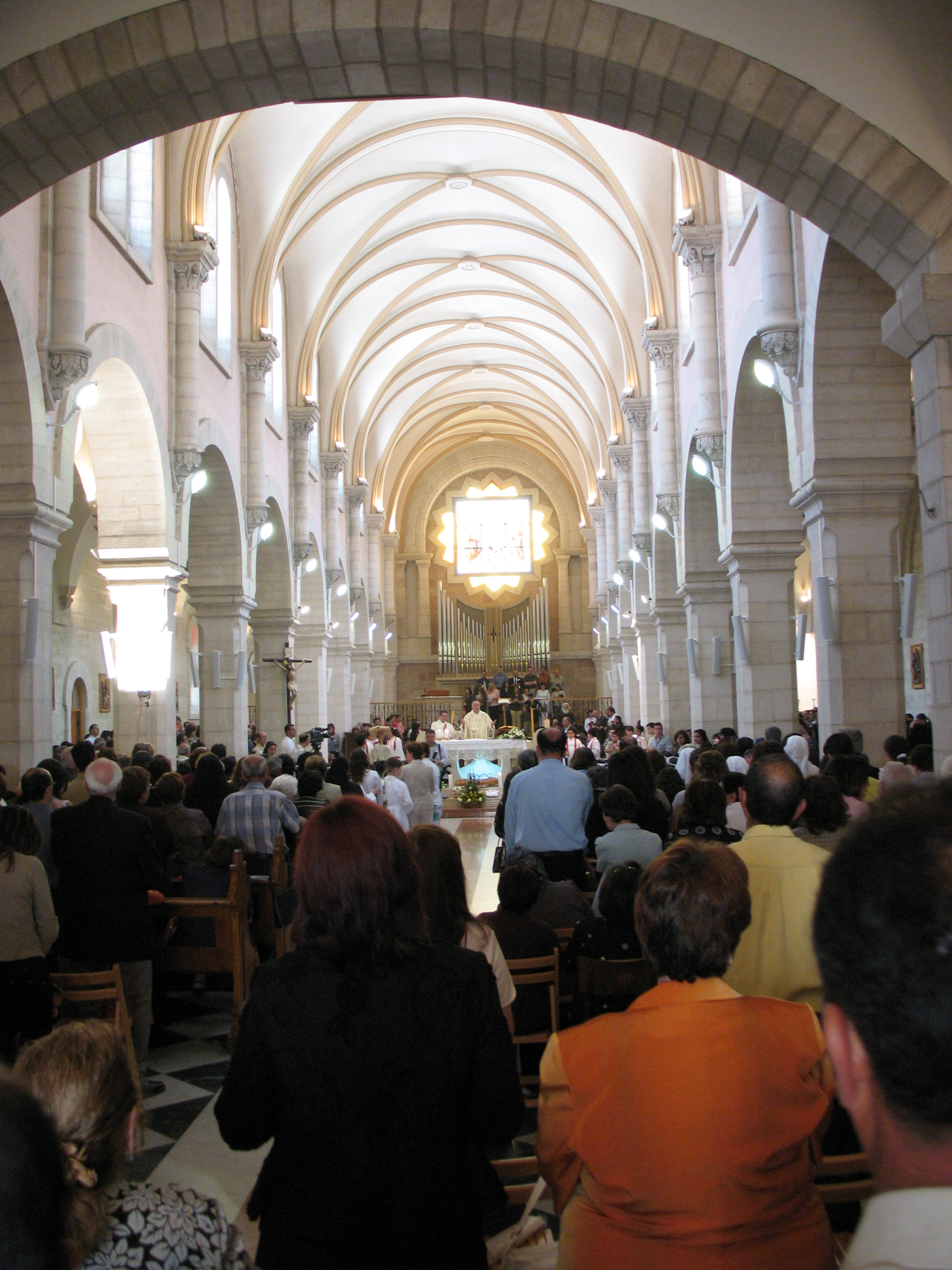
Une messe en l'église Sainte-Catherine
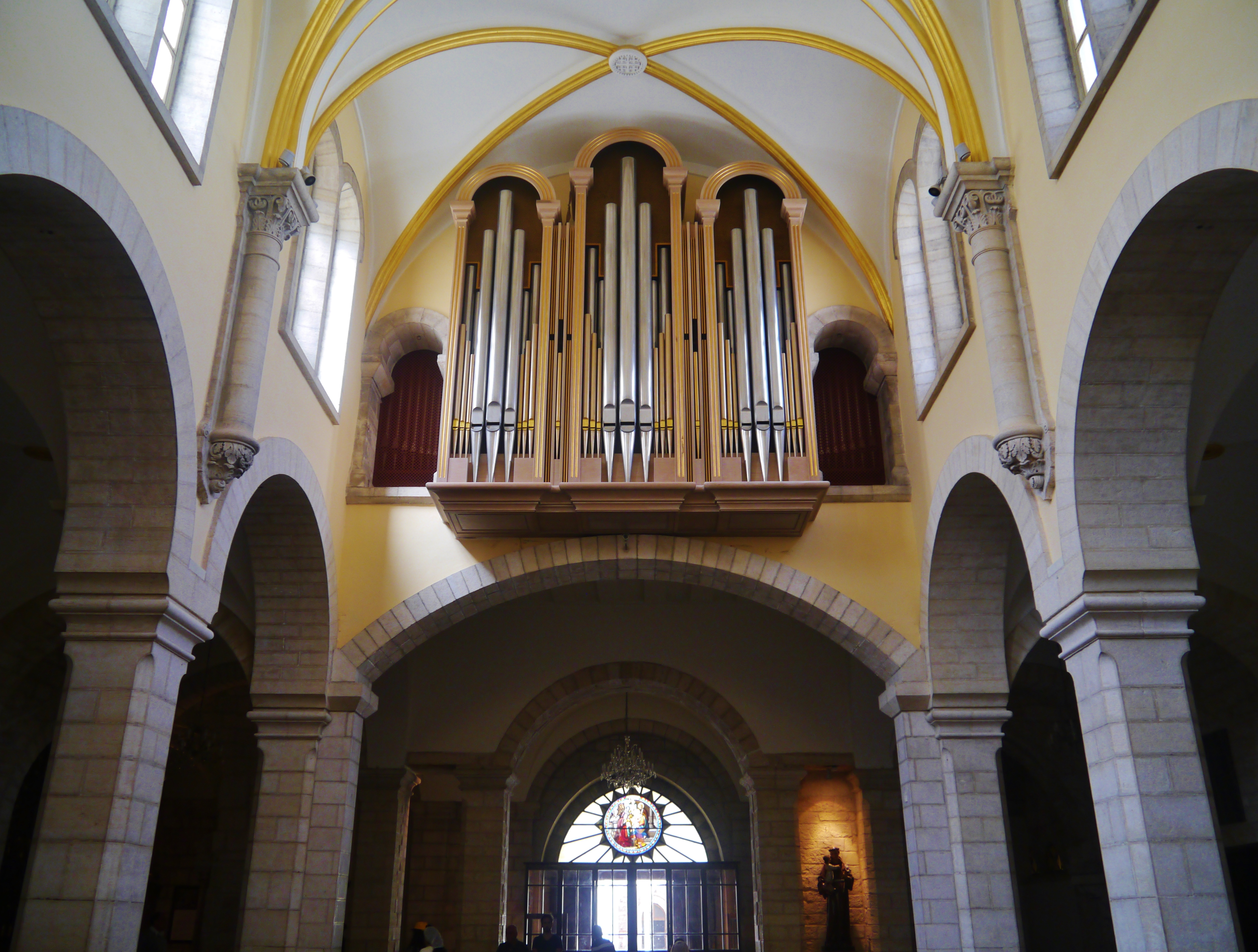
L'orgue de l'église
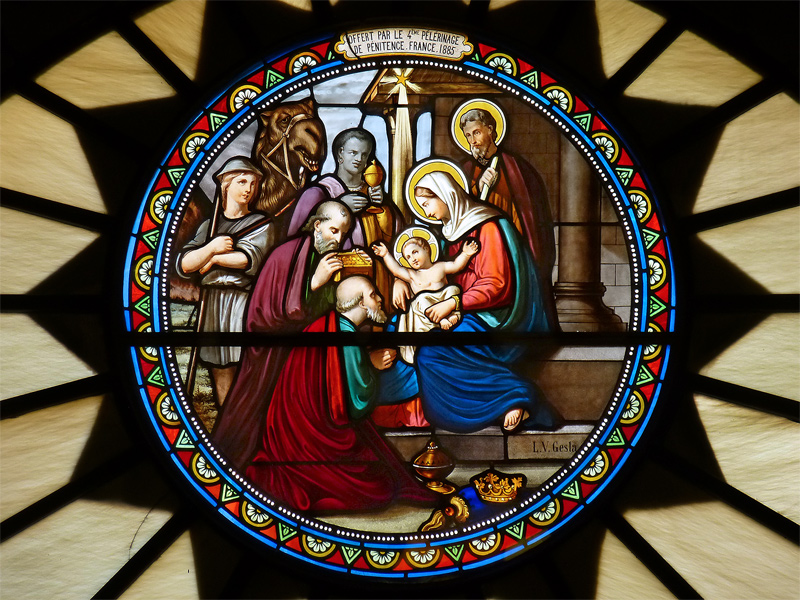
Vitrail par Louis-Victor Gesta
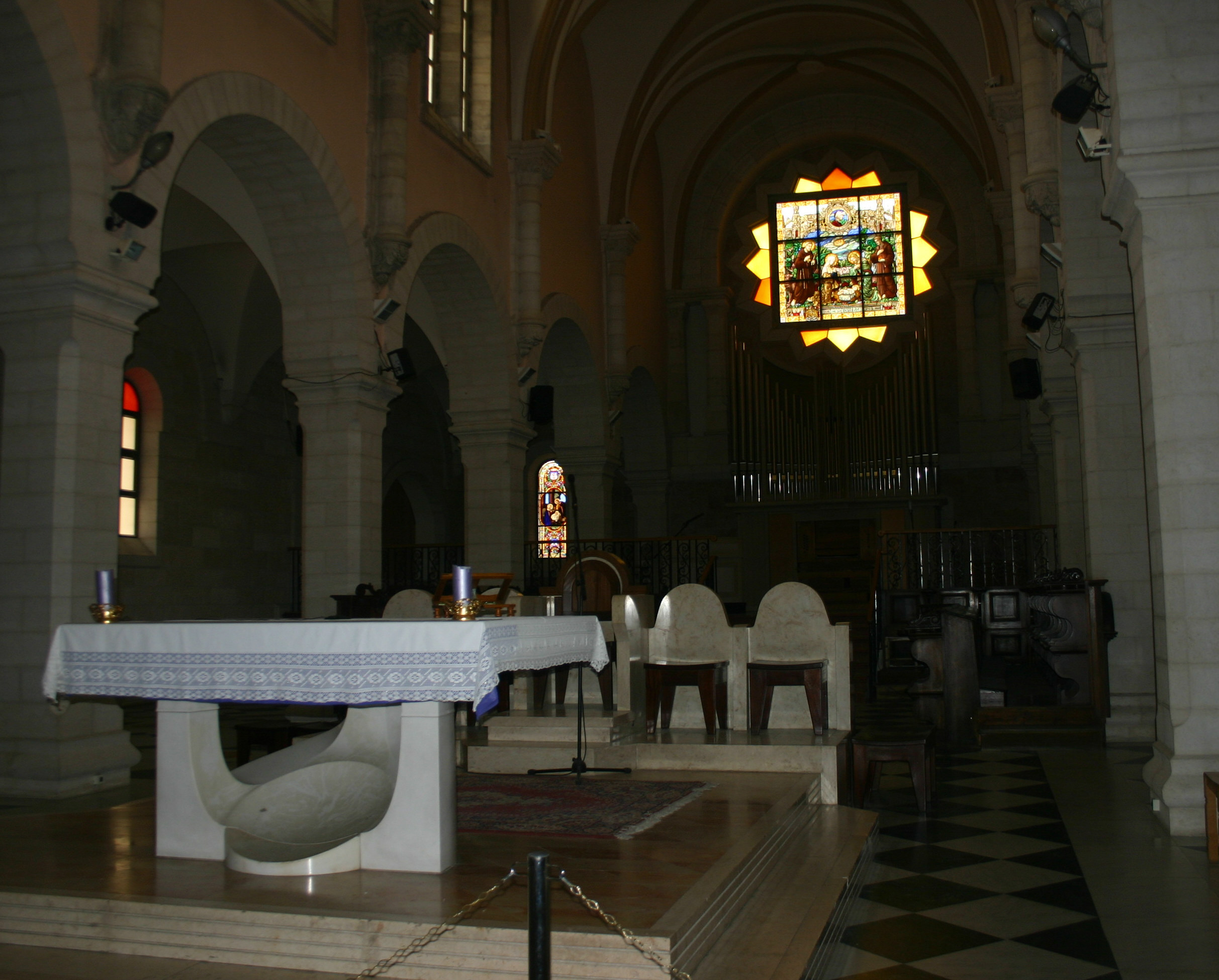
L'autel